# Warttürme in Unterfranken

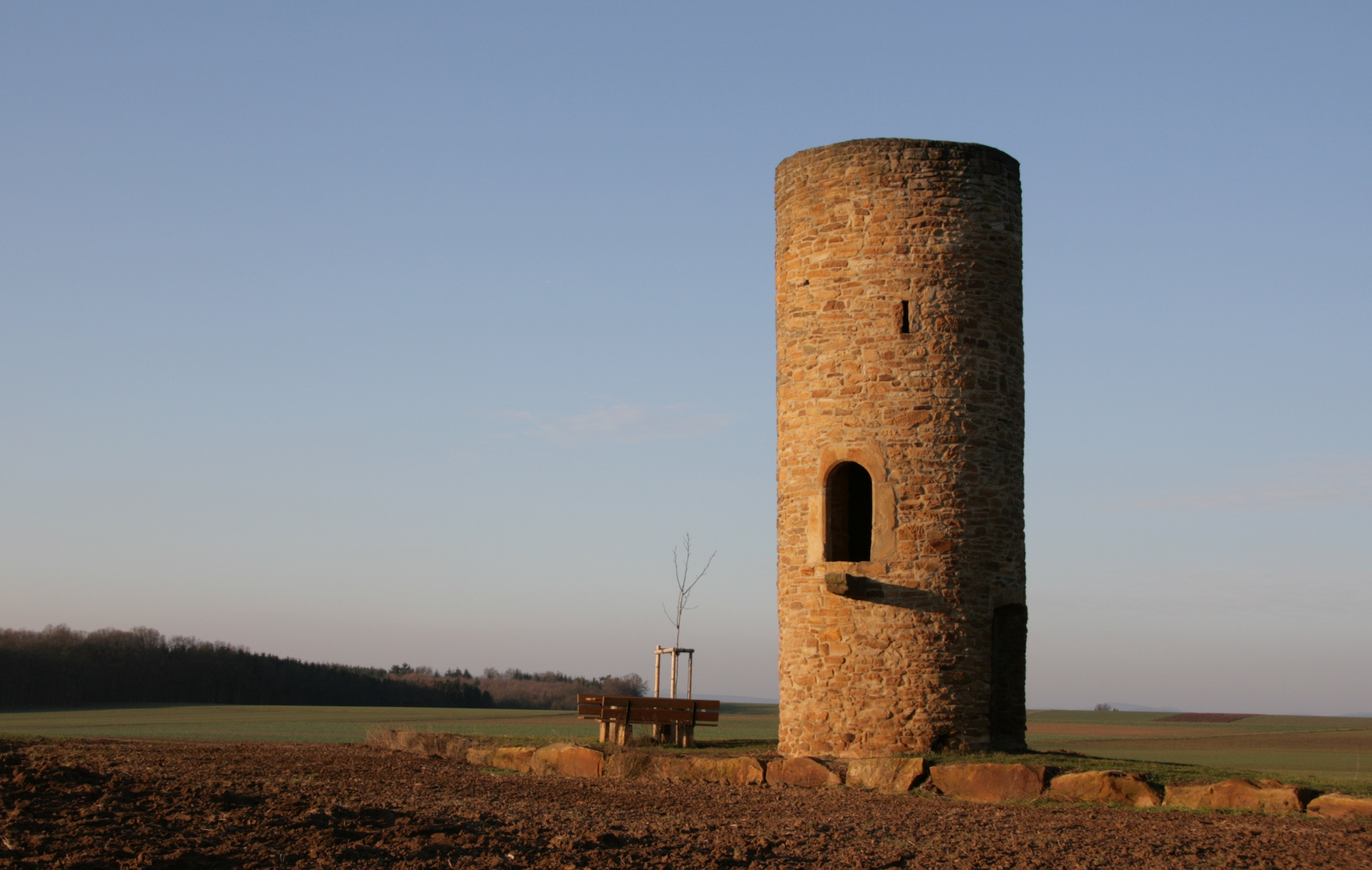
Ein typischer Wartturm (hier der Weiße Turm bei Wülfershausen)

Die Warttürme in der Rhön sind eine Reihe von Warttürmen auf Rhön-Grabfelder (beziehungsweise bei Münnerstadt auf Bad Kissinger) Grund auf der Ostseite der Rhön. Sie hatten vor allem die Aufgabe, die Umgebung zu sichern und bei Gefahr die Gemeinde zu alarmieren.
Die baulich ähnlichen Warttürme im Landkreis Fulda befinden sich rund um die Stadt Fulda im westlichen Teil der Rhön.

## Bauart

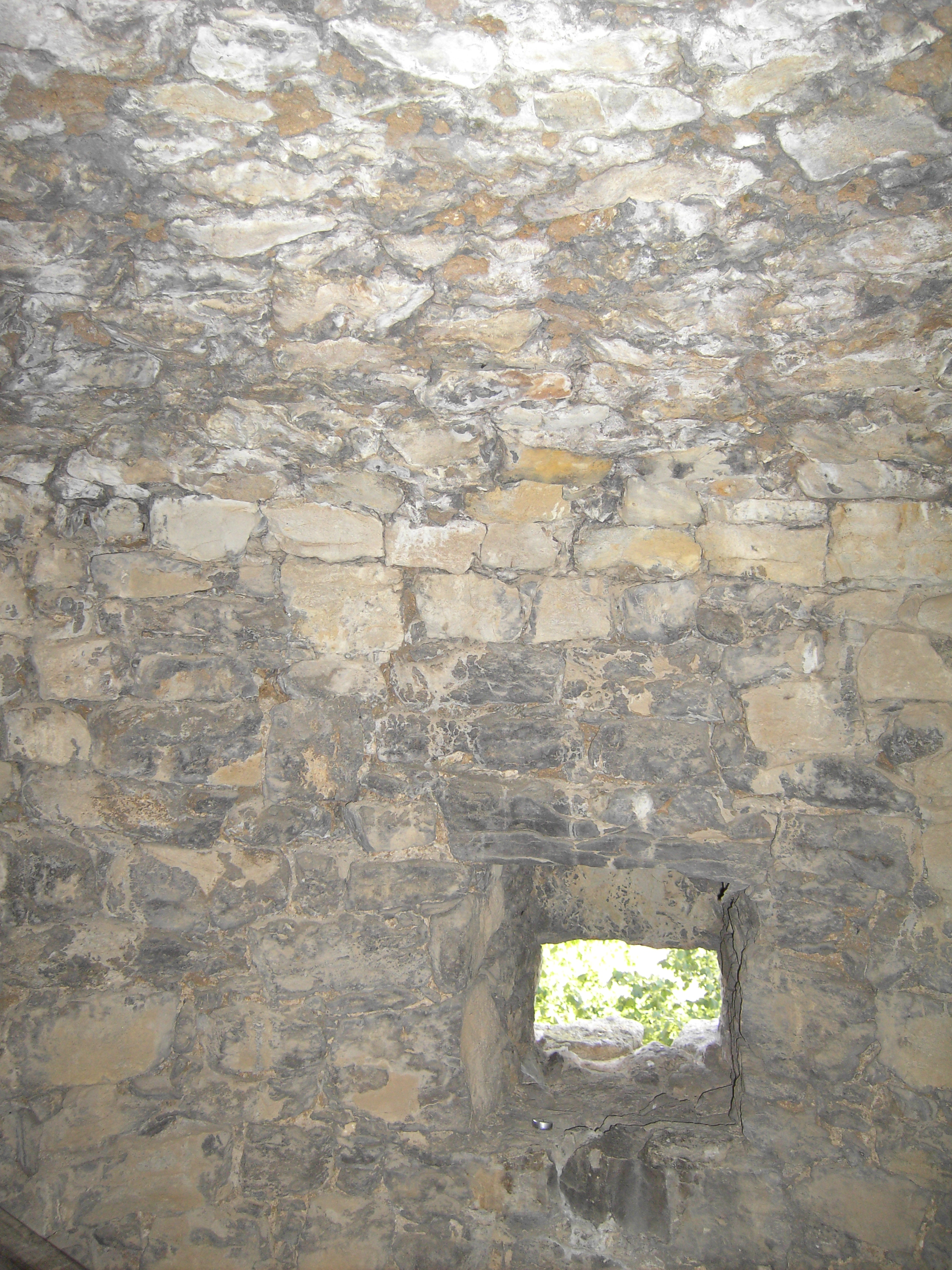
Typische Verarbeitung der Steine

Allen Türmen ist gemein, dass sich der verhältnismäßig kleine Eingang einige Meter über den Boden befindet und er immer einer Ortschaft zugewandt ist. Durch Schießscharten und auch teilweise einer umgebenden Mauer ist die Möglichkeit gegeben, sich zu verteidigen. In der Regel wurden die Warttürme aus Bruchsteinen gebaut, welche mittels Mörtel zusammengehalten werden. Bis zu ihrem Einstieg sind nahezu alle heute mit Stufen versehen, früher war der Aufstieg zum Eingang nur mit Leitern möglich. Der Boden der ersten Etage bilden Schutt und Geröll, die beim Bau keine Bedeutung hatten. Die letzten Meter bis zum „Dach“ sind über Leitern und Zwischenböden, welche aus Holz oder seltener aus Metall bestehen, zu erreichen. Das „Dach“ besteht meistens aus einer gemauerten Schicht. Auf diesem wurde in neuerer Zeit häufig ein Boden aus Beton gegossen, eine zusätzliche Mauerung angebracht sowie zum Erreichen ein Loch gebrochen. Wegen der meist geringen Sichtbehinderung liefert diese Stelle des Turmes den meist besten Ausblick. Dass ein Wartturm noch eine umgebende Mauer besaß, war meist unüblich.

## Zweck
In der Regel galt es weniger sich militärisch zu verteidigen, sondern, und dafür spricht auch, dass es ein Netz von Türmen ist, zu wachen und gegebenenfalls zu alarmieren. Sekundär ist es Aufgabe, Brandwache zu halten während die Felder bestellt wurden. Die wenigsten Wachen werden wohl bis zum letzten Mann ausgeharrt haben, sondern sind, und daher auch der Begriff, getürmt. Anfänglich vermutete man für die Türme um Ostheim und Mellrichstadt eine Verbindung zur Lichtenburg, was nicht mehr nachzuweisen ist, jedoch falsifiziert der Sichtkontakt dies nicht gänzlich.

## Liste der Türme
| Name                                                      | Ortschaft                  | Gegend     | Jahrhundert                                          | Zustand              | Bild | Bemerkenswertes                                               |
| --------------------------------------------------------- | -------------------------- | ---------- | ---------------------------------------------------- | -------------------- | ---- | ------------------------------------------------------------- |
| Blauer Storch (Turm) 50° 13′ 51,4″ N, 10° 11′ 13,8″ O     | Münnerstadt                | Saaletal   | 14./15. Jahrhundert                                  | Ruine                |      |                                                               |
| Dicker Turm (Niederlauer) 50° 17′ 13,8″ N, 10° 10′ 0,3″ O | Niederlauer                | Saaletal   |                                                      | begehbar             |      |                                                               |
| Galgenturm 50° 26′ 51,2″ N, 10° 18′ 38,6″ O               | Mellrichstadt              | Vorderrhön | 15. Jahrhundert                                      | begehbar             |      | Der Galgenturm ist ein häufiger Handlungsort für Heimatsagen. |
| Ostheimer Warte 50° 26′ 55,5″ N, 10° 11′ 38,2″ O          | Ostheim v. d. Rhön         | Vorderrhön | 14. Jahrhundert                                      | begehbar             |      |                                                               |
| Königsburg (Nordheim)                                     | Nordheim                   | Vorderrhön | ?. Jahrhundert                                       | nicht mehr vorhanden |      |                                                               |
| Kützberger Warte 50° 5′ 10,4″ N, 10° 5′ 43,3″ O           | Kützberg                   |            | 1596 erstmals erwähnt, erbaut wahrscheinlich um 1100 | begehbar             |      |                                                               |
| Schlegelwarte 50° 15′ 56,1″ N, 10° 13′ 16,1″ O            | Münnerstadt                | Saaletal   | 14./15. Jahrhundert                                  | begehbar             |      |                                                               |
| Suhlesturm 50° 25′ 28″ N, 10° 16′ 27,5″ O                 | Mellrichstadt              | Vorderrhön | 15. Jahrhundert                                      | begehbar             |      |                                                               |
| Stockheimer Warte 50° 28′ 43,2″ N, 10° 16′ 16,3″ O        | Stockheim (Ufr.)           | Vorderrhön | 15. Jahrhundert                                      | Ruine                |      |                                                               |
| Weißer Turm 50° 20′ 36,5″ N, 10° 21′ 52,9″ O              | Wülfershausen an der Saale | Grabfeld   | ??                                                   | begehbar             |      |                                                               |
| Wartturm Wollbach 50° 20′ 51,3″ N, 10° 13′ 22,5″ O        | Wollbach                   | Saaletal   | ?. Jahrhundert                                       | Ruine                |      | nur der Turmstumpf steht noch                                 |

Mittelalterlicher Turmhügel.
2300 m wnw der Kirche von Wollbach. Flur „Ochsenbühl“; Wollbach FlstNr. 518–520; NW 107-42; NW 107-43; FundstNr. 5627/0050.